# L'Eco della Stampa
L'Eco della Stampa è una società che si occupa di produrre rassegne stampa personalizzate attraverso il monitoraggio di: stampa, televisione, radio, internet e social network. Fondata nel 1901 da Ignazio Frugiuele, è attualmente guidata dalla quarta generazione della famiglia. È il primo operatore del settore sul mercato italiano.

## Storia

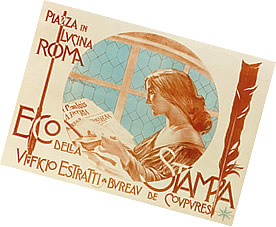
Manifesto d'epoca

L'idea del monitoraggio della stampa in Italia viene a Ignazio Frugiuele all'inizio del XX secolo, dopo una visita a Parigi, dove erano già in funzione due aziende di selezione di articoli di giornale. L'Eco della Stampa nasce così nel 1901 a Roma in Piazza Lucina. La nuova creazione ottiene subito centinaia di abbonati. Nel 1904 la sede viene trasferita a Milano, capitale dell'editoria italiana.
Nel marzo 1922 la direzione societaria passa al figlio Umberto Frugiuele, appena ventitreenne. Dopo alcuni anni l'Eco della Stampa raggiunge la copertura totale della stampa nazionale. Sotto i bombardamenti e le devastazioni del 1943 tuttavia, l'ufficio si vede costretto a chiudere i battenti per due anni e a riaprire soltanto il 16 agosto 1945. La direzione di Umberto è seguita da quella del figlio Ignazio Frugiuele, fino al 1994, quando viene assunta dal nuovo cda guidato dalla quarta generazione della famiglia.
L'Eco della Stampa ha annoverato clienti e utilizzatori illustri, tra cui letterati, musicisti, scrittori, politici e giornalisti. L'hanno citata, tra gli altri, Italo Calvino, Pier Paolo Pasolini e Vittorio Feltri.
Negli anni 1990 la rassegna telematica sostituisce via via quella manuale, fino ad integrare l'attività di monitoraggio con l'analisi dei dati, per poi estenderla a televisioni, radio, web e social media.
L'Eco della Stampa è socio della Federazione internazionale delle società di media intelligence (FIBEP), e dell'International association for the measurement and evaluation of communication (AMEC), l'organizzazione internazionale per la misurazione e la valutazione della comunicazione.
Al 2019, con Data Stampa, suo principale concorrente, detiene il 70% del mercato italiano delle rassegne stampa.